# 阿洛安迪亚
阿洛安迪亚是巴西戈亚斯州的一个市镇。总面积102.16平方公里，总人口2229人，人口密度21.8人/平方公里。